# John Shepherd-Barron
John Adrian Shepherd-Barron (23. června 1925 Šilaung, Ásám, Britská Indie – 15. května 2010 Inverness, Skotsko) byl skotský vynálezce bankomatu.
John Adrian Shepherd-Barron studoval na Univerzitě v Edinburghu a na Univerzitě v Cambridgi. V 60. letech pracoval ve firmě De la rue Instruments a tam přišel na nápad samoobslužného přístroje, který by poskytoval bankovky 24 hodin denně. Přístroj nazval bankomat. První bankomat byl představen v pobočce Barclays Bank v Enfieldu (severní Londýn) v roce 1967. Podle ATM Industry Association je dnes na světě instalováno více než 1,7 miliónu bankomatů. V roce 2005 obdržel Řád britského impéria. Shepherd-Barron v rozhovoru pro BBC řekl, že ho na nápad bankomatu přivedl automat na prodej čokoládových tyčinek.
V době představení Shepherdova-Barronova vynálezu ještě neexistovaly plastové platební karty. Bankomat proto přijímal speciální šeky opatřené chemickým zabezpečením. Po zadání osobního identifikačního kódu (PIN) dostali zákazníci peníze. PIN byl původně šestimístný, ale později byl předělán na čtyřmístný, aby bylo možné si ho snadněji zapamatovat.
Vynalezl i např. přístroj, který vydával zvuky kosatky dravé (velryby zabijáka), aby ochránil lososové farmy před tuleni.